# Zeke Zarchy
Rubin „Zeke“ Zarchy (* 12. Juni 1915 in New York City; † 12. April 2009 in Irvine, Kalifornien) war ein US-amerikanischer Jazztrompeter des Swing. Er ist besonders bekannt als Mitglied des Glenn Miller Orchesters (Army Air Force Orchestra).
Zarchy spielte ab Mitte der 1930er-Jahre in führenden Swing-Bands, zuerst mit kaum 20 Jahren bei Joe Haymes (1935), sowie in der von Benny Goodman (1936), Bob Crosby (1937 bis 1939), Artie Shaw (1936/37), Tommy Dorsey (1939) und schließlich Glenn Miller. Er spielte zuerst 1940 bei Miller, war 1940 bis 1942 im NBC-Orchester in New York und dann ab 1943 in Millers Army Air Force Band als Master Sergeant. Er leitete praktisch unter Miller die Band und war auch das letzte Bandmitglied, das Miller im Dezember 1944 vor seinem tragischen Flug sprach. Er blieb in den 1940er Jahren in der Ghostband von Miller und tourte mit ihr weltweit. Anfang der 1950er Jahre ließ er sich in Los Angeles als gefragter Studiomusiker nieder. Er begleitete Sänger wie Frank Sinatra und ist im Soundtrack bekannter Hollywood-Filme wie Dr. Schiwago, West Side Story und The Glenn Miller Story zu hören. Er spielte auch mit seinem Vorbild Louis Armstrong. Zarchy war in der Hausband verschiedener TV-Shows von Columbia Broadcasting System, wie der von Danny Kaye, und im NBC-Orchester.
Er spielte bis in die 1980er-Jahre Jazz in der Great Pacific Jazz Band. In späteren Jahren  unternahm er viele Tourneen weltweit (sehr häufig in Japan) und unterrichtete Trompeter. Er nahm unter anderem mit Goodman, Shaw, Miller, Dorsey, Bob Crosby, Mildred Bailey und Red Norvo auf.